# فانتینبلو (نیواورلئان)
فانتینبلو (به انگلیسی: Fontainebleau) یک منطقهٔ مسکونی در ایالات متحده آمریکا است که در لوئیزیانا واقع شده‌است. فانتینبلو ۲٬۷۹۲ نفر جمعیت دارد.